# Adrian Croitoru
Adrian Croitoru (* 24. února 1971 Botoşani, Rumunsko) je bývalý rumunský zápasník–judista.

## Sportovní kariéra
S judem začínal v devíti letech v Odobeşti. Jeho osobním trenérem byl Gavril Dondaş. Vrcholově se připravoval v klubu Dinamo v Brašově. V roce 1992 se kvalifikoval na olympijské hry v Barceloně, kde v úvodním kole nestačil na francouzského mistra Evropy Pascala Tayota. Přes opravy se probojoval do boje o třetí místo proti Kanaďanu Nicolas Gillovi a nakonec obsadil páté místo. V roce 1996 se kvalifikoval na olympijské hry v Atlantě a hned v úvodním kole vyřadil japonského favorita Hidehika Jošidu technikou ko-soto-gake na ippon. V semifinále však nestačil na mistra asie Armena Bagdasarova z Uzbekistánu a v souboji o třetí místo prohrál s Nizozemcem Markem Huzingou. Obsadil páté místo. V roce 2000 odjížděl na olympijské hry v Sydney jako úřadující mistr Evropy, ale ve čtvrtfinále v takticky vedeném zápase nestačil na šido na Marka Huzingu a skončil bez umístění. Sportovní kariéru ukončil v roce 2002. Věnuje se trenérské práci.
Adrian Croitoru byl pravoruký judista s krásnými nožními technikami (aši-waza), ze kterých nejčastěji používal techniku uči-mata.

### Vítězství
- 1993 – 1× světový pohár (Budapešť)
- 1996 – 2× světový pohár (Paříž, Budapešť)
- 1998 – 1× světový pohár (Varšava)

## Výsledky
| Olympijské hry     |    |     | 5. |    |    |     | 5. |   |     |    | úč. |     |  |  |
| Mistrovství světa  |    | úč. |    | 3. |    | 7.  |    | — |     | 3. |     | úč. |  |  |
| Mistrovství Evropy | —  | 3.  | 2. | 5. | 3. | úč. | 5. | — | úč. | —  | 1.  | —   |  |  |
| MS juniorů         | 3. |     |    |    |    |     |    |   |     |    |     |     |  |  |
| ME juniorů         | ?  | 1.  |    |    |    |     |    |   |     |    |     |     |  |  |